# Munnur
Munnur è una suddivisione dell'India, classificata come census town, di 8.035 abitanti, situata nel distretto del Kannada Meridionale, nello stato federato del Karnataka. In base al numero di abitanti la città rientra nella classe V (da 5.000 a 9.999 persone).

## Geografia fisica
La città è situata a 12° 50' 24 N e 74° 52' 52 E.

## Società

### Evoluzione demografica
Al censimento del 2001 la popolazione di Munnur assommava a 8.035 persone, delle quali 3.887 maschi e 4.148 femmine. I bambini di età inferiore o uguale ai sei anni assommavano a 951, dei quali 481 maschi e 470 femmine. Infine, coloro che erano in grado di saper almeno leggere e scrivere erano 6.219, dei quali 3.199 maschi e 3.020 femmine.